# Kniphofia thomsonii
Kniphofia thomsonii är en grästrädsväxtart som beskrevs av John Gilbert Baker. Kniphofia thomsonii ingår i Fackelliljesläktet som ingår i familjen grästrädsväxter.

## Underarter
Arten delas in i följande underarter:
- K. t. snowdenii
- K. t. thomsonii

## Bildgalleri

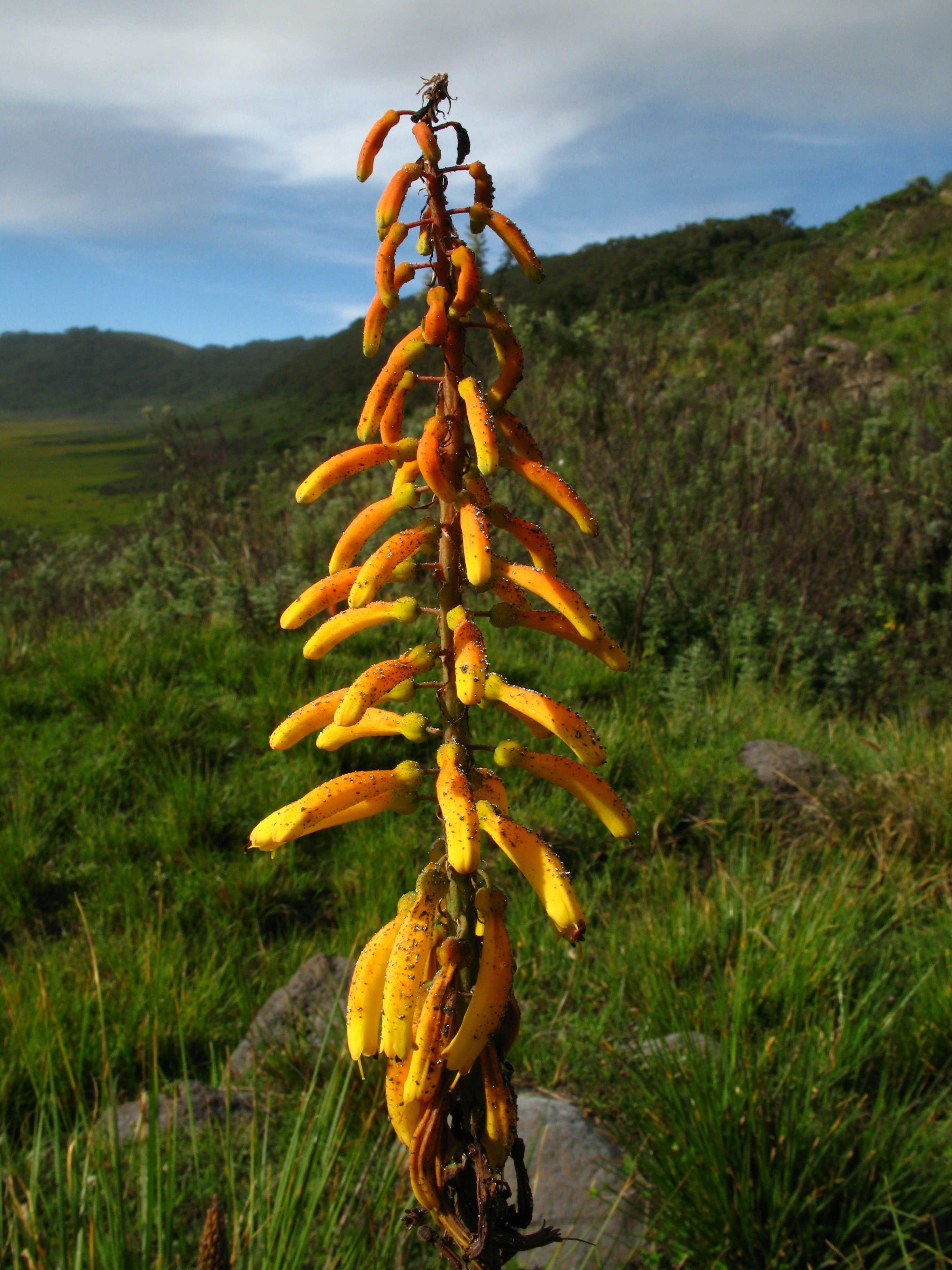